# Circolo Nautico e della Vela Argentario
Il Circolo Nautico e della Vela Argentario è un'associazione sportiva fondata nel 1974 dalla fusione fra il Circolo Vela Argentario ed il Circolo Nautico Porto Ercole, entrambi fondati nel 1963 con sede in Porto Ercole. Con la costruzione, nei primi anni settanta, del nuovo porto di Cala Galera, i due circoli decidono nel 1975 di trasferire la sede nel nuovo Marina.
La nuova sede diventò con gli anni il punto d'incontro di molti personaggi che a quel tempo frequentavano il promontorio dell'Argentario, fra i quali i Reali dei Paesi Bassi, Costantino di Grecia e Juan Carlos di Spagna.
Per ragioni di affiliazione alla FIV il circolo adotta come guidone sociale quello bianco-verde del CVA con la nuova sigla CNVA.

## Eventi sportivi
L’attività sportiva è molto intensa: oltre al Campionato Invernale, organizzato in concomitanza con lo Yacht Club Santo Stefano e il Circolo Velico e Canottieri di Porto Santo Stefano, vengono organizzati, vari campionati nazionali ed europei e tappe dei circuiti nazionali delle classi, Mumm 3, Beneteau 25, First 40.7, Ufo 22 e J/24 che presso il Circolo hanno fatto la base della loro Flotta Argentario, la più numerosa ed attiva in Italia, con oltre trenta imbarcazioni. Dal 1975 il circolo organizza il più antico campionato di vela d'altura d'Italia, il Campionato Invernale dell'Argentario.

### Gemellaggi
Il club è gemellato con:
- Yacht Club Punta Ala, Punta Ala
- Yacht Club Italiano, Genova
- Costa Rica Yacht Club, Puntarenas
- Yacht Club Porto Rotondo, Porto Rotondo
- Circolo Vela Bari, Bari
- Compagnia della Vela, Venezia
- Circolo del Remo e della Vela Italia, Napoli
- Yacht Club de Monaco, Principato di Monaco
- Republic of Singapore Yacht Club Singapore